# Керамин (хоккейный клуб)
«Керамин» (бел. ХК «Керамін-Мінск», полное название — Закрытое акционерное общество «Хоккейный клуб „Керамин-Минск“») — белорусская команда по хоккею с шайбой из города Минска. Основана в 1999 году, до 2001 года называлась ХК «Минск». Чемпион Беларуси 2002 и 2008 годов, чемпион ВЕХЛ 2003 и 2004 годов. Расформирована в июле 2010 года.

## История

### ХК «Минск» (1999—2001)
Хоккейный клуб «Минск» был учреждён Мингорисполкомом летом 1999 года по инициативе руководства СДЮШОР «Юность» для предоставления игровой практики повзрослевшим воспитанникам школы и трудоустройства белорусских хоккеистов оставшихся без игровой практики в зарубежных клубах. Главным тренером был назначен Михаил Захаров. Домашние матчи команда стала проводить в новом ледовом дворце на улице Притыцкого. В качестве спонсоров за клубом закрепили несколько столичных предприятий. В первом же сезоне команда заняла второе место в чемпионате, отстав всего на очко от «Тивали», а также дебютировала в Континентальном кубке и ВЕХЛ.
В сезоне 2000/01 СДЮШОР «Юность» вновь заявила в чемпионат страны собственную команду, которую возглавил Михаил Захаров, а новым главным тренером ХК «Минск» стал Валерий Польшаков. По ходу сезона у Польшакова возникли проблемы со здоровьем, и команду фактически возглавил его помощник Александр Владыкин, а в январе 2001 года главным тренерам стал Валерий Воронин. Несмотря на большие финансовые трудности (игрокам по несколько месяцев не платили зарплату, были проблемы с хоккейной экипировкой и инвентарём) команда смогла вновь завоевать серебряные медали.

### Расцвет клуба (2001—2008)
После выхода указа Президента Беларуси о поддержке хоккейных клубов главным спонсором ХК «Минск» стал завод «Керамин», и третий сезон в своей истории команда начинала уже с новым названием — «Керамин-Минск». Финансовое положение клуба упрочилось, улучшилась организация тренировочного и игрового процесса, больше чем наполовину обновился состав клуба. В сезоне 2001/02 медали белорусского чемпионата впервые разыгрывались в серии плей-офф — не потерпев в восьми матчах ни одного поражения «Керамин» впервые завоевал золотые медали. В сезоне 2002/03 команду возглавил Евгений Лебедев, под руководством которого «Керамин» дважды становился чемпионом ВЕХЛ, однако в чемпионате Беларуси дважды останавливался на второй ступеньке пьедестала. В 2003 году «Керамин» первым из белорусских клубов вышел в суперфинал Континентального кубка, где занял четвёртое место. В следующем году команда практически повторила этот успех, заняв 5 место в суперфинале, проходившем в Гомеле.
В ходе сезона 2004/05 Евгений Лебедев вынужден был уступить пост главного тренера Василию Спиридонову, под руководством которого команда в третий раз подряд выиграла серебро. В сезоне 2005/06 команда заняла лишь 5 место в чемпионате, вылетев из плей-офф в четвертьфинале. Такие результаты не устроили клубное руководство, которое решило доверить бразды правления Андрею Гусову, несколько лет назад именно в «Керамине» закончившему игровую карьеру. Смена тренера оказалась успешной — в сезоне 2006/07 команда очередной раз завоевала серебряные медали, уступив в финале минскому «Динамо», а в сезоне 2007/08 во второй раз завоевала чемпионский титул, всухую обыграв в финале «Юность».

### Упадок (2008—2010)
После завоевания золотых медалей несколько ведущих игроков «Керамина» перешло в минское «Динамо», которое стало представителем Беларуси в КХЛ. Однако команде удалось провести качественную селекцию и выиграть предсезонный розыгрыш кубка страны. Это был последний успех «Керамина». После того как 21 августа 2008 года «Керамин» в товарищеском матче обыграл «Динамо» со счетом 6:2, тренерский штаб «Динамо» выразил желание видеть в белорусском представителе КХЛ ещё нескольких игроков «Керамина». В начале сентября «Керамин» официально стал фарм-клубом «Динамо». Кроме того, в бобруйский «Шинник», который Федерация хоккея Белоруссии сделала базовым клубом молодёжной сборной, были переданы на условиях аренды лучшие молодые игроки. Ослабленная команда смогла финишировать в чемпионате лишь шестой, а «Керамин-2» под руководством Сергея Петухова впервые стал победителем чемпионата страны в высшей лиге (Д2). Именно Петухов возглавил «Керамин» в сезоне 2009/010, последнем в истории команды. Разорвав отношения с «Динамо», «Керамин» вновь занял лишь шестое место.

### Расформирование
В июле 2010 года, когда команда вышла из отпуска и начала подготовку к сезону, в прессе появилась информация о расформировании «Керамина». На состоявшейся 15 июля встрече с болельщиками руководитель клуба Александр Летецкий подтвердил, что хоккейный клуб «Керамин-Минск» прекращает своё существование.
Одной из причин расформирования ХК «Керамин» стало создание в Минске двух молодёжных команд клубов «Динамо» и «Юность», которым для выступления в МХЛ понадобилась иметь арены соответствующие требованиям лиги, а также укрепить состав и финансовое положение. Минский ледовый дворец на улице Притыцкого, где базировался «Керамин», будет использоваться в качестве домашней площадки МХК «Юность». Финансовые ресурсы титульного спонсора команды ОАО «Керамин» направлены в помощь ХК «Динамо-Минск». Предполагалась, что динамовская команда МХЛ «Минские зубры» сменит название на «Динамо-Керамин», однако позже от этой идеи отказались. Большинство хоккеистов «Керамина» заключили контракты с другими белорусскими клубами, а игроки молодёжного состава пополнили команды из структуры минского «Динамо».

## Статистика

### ВЕХЛ
| Сезон     | И  | В  | ВО | Н | ПО | П  | Ш       | О  | Место | Плей-офф   |
| --------- | -- | -- | -- | - | -- | -- | ------- | -- | ----- | ---------- |
| 1999/2000 | 28 | 10 | -  | 3 | -  | 15 | 83-90   | 23 | 6 (8) | 1/4 финала |
| 2000/2001 | 32 | 13 | -  | 5 | -  | 14 | 128-100 | 31 | 6 (9) | -          |
| 2001/2002 | 32 | 15 | 1  | 6 | 0  | 10 | 87-68   | 53 | 3 (9) | 1/4 финала |
| 2002/2003 | 36 | 23 | 4  | - | 2  | 7  | 136-84  | 79 | (10)  | -          |
| 2003/2004 | 32 | 25 | 0  | 1 | 0  | 6  | 125-59  | 76 | (9)   | -          |

### Чемпионат Белоруссии
| Сезон     | И  | В  | ВО | ВБ | Н  | ПБ | ПО | П  | Ш       | О   | Место  | Плей-офф   |
| --------- | -- | -- | -- | -- | -- | -- | -- | -- | ------- | --- | ------ | ---------- |
| 1999/2000 | 18 | 10 | -  | -  | 2  | -  | -  | 8  | 68-51   | 22  | (4)    | -          |
| 2000/2001 | 24 | 16 | -  | -  | 4  | -  | -  | 4  | 140-64  | 36  | (7)    | -          |
| 2001/2002 | 14 | 8  |    | -  |    | -  | 1  | 5  | 61-37   | 25  | 3 (8)  | Финал      |
| 2001/2002 | 20 | 11 |    | -  |    | -  | 1  | 8  | 78-52   | 34  | 2 (4)  | Финал      |
| 2002/2003 | 42 | 26 | 2  | -  | -  | -  | 4  | 10 | 177-115 | 86  | 2 (8)  | Финал      |
| 2003/2004 | 45 | 35 |    | -  | 3  | -  |    | 7  | 188-70  | 108 | 1 (10) | Финал      |
| 2004/2005 | 44 | 26 | 1  | -  | 8  | -  |    | 9  | 144-97  | 88  | 2 (12) | Финал      |
| 2005/2006 | 55 | 30 | 1  | -  | 11 | -  | 3  | 10 | 155-103 | 106 | 3 (12) | 1/4 Финала |
| 2006/2007 | 50 | 34 |    | -  | 5  | -  | 3  | 8  | 177-107 | 110 | 1 (11) | Финал      |
| 2007/2008 | 54 | 35 | 7  | -  | -  | -  | 2  | 10 | 204-117 | 121 | 2 (10) | Финал      |
| 2008/2009 | 52 | 28 |    | 3  | -  | 1  | 1  | 19 | 165-125 | 92  | 6 (14) | 1/4 Финала |
| 2009/2010 | 52 | 24 | 2  | 4  | -  | 2  |    | 20 | 157-140 | 86  | 6 (14) | 1/4 Финала |

### Кубок Белоруссии
| Сезон     | Группа   | И | В | ВО | Н | ПО | П | Ш     | О  | Место  | Финал                           |
| --------- | -------- | - | - | -- | - | -- | - | ----- | -- | ------ | ------------------------------- |
| 2002      | Группа А | 3 | 3 | 0  | 0 | 0  | 0 | 15-5  | 9  | 1 (4)  | «Керамин» — «Гомель» — 3:2      |
| 2002/2003 | Группа B | 4 | 3 | 0  | 0 | 0  | 1 | 23-11 | 9  | 1 (4)  | «Гомель» — «Керамин» — 5:4, 4:2 |
| 2003/2004 | Группа A | 8 | 6 | 0  | 0 | 0  | 2 | 41-24 | 18 | 2 (5)  | «Гомель» — «Керамин» — 0:1, 5:2 |
| 2004      | -        | 8 | 4 | 0  | 0 | 0  | 4 | 31-30 | 12 | 4 (9)  | -                               |
| 2005      | Группа A | 8 | 3 | 0  | 2 | 0  | 3 | 23-22 | 11 | 4 (5)  | -                               |
| 2006      | -        | 9 | 8 | 0  | 0 | 0  | 1 | 36-12 | 24 | 1 (10) | «Керамин» — «Динамо» — 0:3, 1:1 |
| 2007      | -        | 9 | 8 | 0  | 1 | 0  | 0 | 36-14 | 25 | 1 (10) | «Керамин» — «Гомель» — 2:4      |
| 2008      | Группа A | 4 | 3 | 0  | - | 1  | 0 | 17-12 | 10 | 1 (5)  | «Керамин» — «Юность» — 6:5      |
| 2009      | Группа A | 4 | 3 | 0  | - | 0  | 1 | 14-6  | 9  | 1 (5)  | «Юность» — «Керамин» — 3:1      |

### Континентальный кубок
| Сезон     | Стадия                               | И                                            | В                                            | ВО                                           | Н                                            | ПО                                           | П                                            | Ш                                            | О                                            | Место                                        |
| --------- | ------------------------------------ | -------------------------------------------- | -------------------------------------------- | -------------------------------------------- | -------------------------------------------- | -------------------------------------------- | -------------------------------------------- | -------------------------------------------- | -------------------------------------------- | -------------------------------------------- |
| 1999/2000 | Первый раунд. Группа E               | 3                                            | 2                                            | -                                            |                                              | -                                            | 1                                            | 22-10                                        | 4                                            | 2 (4)                                        |
| 2000/2001 | Второй раунд. Группа K               | 3                                            | 2                                            | -                                            | 1                                            | -                                            |                                              | 20-8                                         | 5                                            | 1 (4)                                        |
| 2000/2001 | Третий раунд. Группа O               | 3                                            |                                              | -                                            |                                              | -                                            | 3                                            | 5-19                                         |                                              | 4 (4)                                        |
| 2001/2002 | Первый раунд. Группа B               | 3                                            | 3                                            | -                                            |                                              | -                                            |                                              | 51-3                                         | 6                                            | 1 (4)                                        |
| 2001/2002 | Второй раунд. Группа H               | 3                                            | 2                                            | -                                            | 1                                            | -                                            |                                              | 10-7                                         | 5                                            | 1 (4)                                        |
| 2001/2002 | Третий раунд. Группа N               | 3                                            |                                              | -                                            |                                              | -                                            | 3                                            | 3-11                                         |                                              | 4 (4)                                        |
| 2002/2003 | Третий раунд. Группа K               | 3                                            | 2                                            | -                                            | 1                                            | -                                            |                                              | 11-8                                         | 5                                            | 1 (4)                                        |
| 2002/2003 | Финальный турнир. 1/4 финала:        | «Милан» (Италия) — «Керамин» — 3:3 (1:3 бул) | «Милан» (Италия) — «Керамин» — 3:3 (1:3 бул) | «Милан» (Италия) — «Керамин» — 3:3 (1:3 бул) | «Милан» (Италия) — «Керамин» — 3:3 (1:3 бул) | «Милан» (Италия) — «Керамин» — 3:3 (1:3 бул) | «Милан» (Италия) — «Керамин» — 3:3 (1:3 бул) | «Милан» (Италия) — «Керамин» — 3:3 (1:3 бул) | «Милан» (Италия) — «Керамин» — 3:3 (1:3 бул) | «Милан» (Италия) — «Керамин» — 3:3 (1:3 бул) |
| 2002/2003 | Финальный турнир. 1/2 финала:        | «Йокерит» (Финляндия) — «Керамин» — 5:2      | «Йокерит» (Финляндия) — «Керамин» — 5:2      | «Йокерит» (Финляндия) — «Керамин» — 5:2      | «Йокерит» (Финляндия) — «Керамин» — 5:2      | «Йокерит» (Финляндия) — «Керамин» — 5:2      | «Йокерит» (Финляндия) — «Керамин» — 5:2      | «Йокерит» (Финляндия) — «Керамин» — 5:2      | «Йокерит» (Финляндия) — «Керамин» — 5:2      | «Йокерит» (Финляндия) — «Керамин» — 5:2      |
| 2002/2003 | Финальный турнир. Матч за 3-е место: | «Лугано» (Швейцария) — «Керамин» — 5:0       | «Лугано» (Швейцария) — «Керамин» — 5:0       | «Лугано» (Швейцария) — «Керамин» — 5:0       | «Лугано» (Швейцария) — «Керамин» — 5:0       | «Лугано» (Швейцария) — «Керамин» — 5:0       | «Лугано» (Швейцария) — «Керамин» — 5:0       | «Лугано» (Швейцария) — «Керамин» — 5:0       | «Лугано» (Швейцария) — «Керамин» — 5:0       | «Лугано» (Швейцария) — «Керамин» — 5:0       |
| 2003/2004 | Третий раунд. Группа K               | 3                                            | 2                                            | -                                            | 1                                            | -                                            |                                              | 8-3                                          | 5                                            | 1 (4)                                        |
| 2003/2004 | Финальный турнир. Группа N           | 2                                            |                                              | -                                            |                                              | -                                            | 2                                            | 4-11                                         |                                              | 3 (3)                                        |
| 2003/2004 | Финальный турнир. За 5-6 места:      | «Керамин» — «Руан» (Франция) — 5:0           | «Керамин» — «Руан» (Франция) — 5:0           | «Керамин» — «Руан» (Франция) — 5:0           | «Керамин» — «Руан» (Франция) — 5:0           | «Керамин» — «Руан» (Франция) — 5:0           | «Керамин» — «Руан» (Франция) — 5:0           | «Керамин» — «Руан» (Франция) — 5:0           | «Керамин» — «Руан» (Франция) — 5:0           | «Керамин» — «Руан» (Франция) — 5:0           |
| 2008/2009 | Третий раунд. Группа D               | 3                                            | 2                                            |                                              | -                                            |                                              | 1                                            | 11-6                                         | 6                                            | 1 (4)                                        |
| 2008/2009 | Финальный турнир                     | 3                                            |                                              |                                              | -                                            |                                              | 3                                            | 6-18                                         |                                              | 4 (4)                                        |

## Достижения
- Чемпион ВЕХЛ 2003 и 2004 годов.
- Чемпион Белоруссии 2002 и 2008 годов.
- Серебряный призёр чемпионата Белоруссии 2000, 2001, 2003, 2004, 2005 и 2007 годов.
- Обладатель Кубка Белоруссии 2002 и 2008 годов.
- Участник суперфиналов Континентального кубка 2003, 2004 и 2009 годов.

## «Керамин-2»
В 2002 году молодёжный состав ХК «Керамин» был заявлен в первую лигу чемпионата Белоруссии под названием «Керамин-2». За восемь сезонов проведённых во втором дивизионе команда трижды поднималась на пьедестал: в 2008 году заняв третье место, в 2003 — второе, а в 2009 став чемпионом.
| Сезон     | И  | В  | ВО | ВБ | Н | ПБ | ПО | П  | Ш       | О  | Место  | Плей-офф              |
| --------- | -- | -- | -- | -- | - | -- | -- | -- | ------- | -- | ------ | --------------------- |
| 2002/2003 |    |    |    |    |   |    |    |    |         |    |        | Финал                 |
| 2003/2004 |    |    |    |    |   |    |    |    |         |    |        |                       |
| 2004/2005 |    |    |    |    |   |    |    |    |         |    |        |                       |
| 2005/2006 | 36 | 17 | 0  | -  | 2 | -  | 1  | 16 | 136-132 | 54 | 5 (10) | Матч за 3-е место (4) |
| 2006/2007 | 45 | 19 | 5  | -  | 3 | -  | 1  | 17 | 173-148 | 71 | 5 (10) | 1/4 финала            |
| 2007/2008 | 45 | 19 | 1  | 1  | - | 5  | 0  | 19 | 155-128 | 66 | 6 (10) | Матч за 3-е место     |
| 2008/2009 | 45 | 28 | 2  | 3  | - | 0  | 1  | 11 | 168-110 | 95 | 1 (10) | Финал                 |
| 2009/2010 | 45 | 25 | 0  | 1  | - | 2  | 3  | 14 | 163-138 | 82 | 5 (10) | 1/4 финала            |

## Арена
Практически все свои матчи ХК «Керамин» проводил в Минском ледовом дворце спорта на улице Притыцкого.
Руководство «Керамина» неоднократно озвучивало планы строительства собственной арены, однако строительство так и не было начато.

## Все тренеры
- Михаил Захаров (1999—2000)
- Валерий Польшаков (2000)
- Александр Владыкин (2000—2001)
- Валерий Воронин (2001—2002)
- Евгений Лебедев (2002—2004)
- Василий Спиридонов (2004—2006)
- Андрей Гусов (2006—2009)
- Сергей Петухов (2009—2010)